# 멜러니 C
멜러니 제인 치점(Melanie Jayne Chisholm, 1974년 1월 12일 ~ )은 영국의 가수, 사업가, 배우로 1990년대를 대표하는 아이돌 팝 그룹 스파이스 걸스의 멤버이기도 하다. 애칭은 스포티 스파이스(Sporty Spice)이다.

## 음반 목록
- Northern Star (1999)
- Reason (2003)
- Beautiful Intentions (2005)
- This Time (2007)
- The Sea (2011)
- Stages (2012)
- Version of Me (2016)

## 출연 작품

### 영화
- 1997년 《스파이스 월드》 - 스포티 스파이스 역

### 텔레비전
- 2003년 《Bo Selecta》 - 특별 출연
- 2007년 《Keith Lemon's World Tour》